# Богодєлов Павло Георгійович
Павло Георгійович Богодєлов (нар. 23 квітня 1946 — 31 березня 2014) — український футболіст, нападник.
За «Динамо-2» виступав у дебютному сезоні серед команд майстрів. Павло Богодєлов став найкращим бомбардиром клубу — 12 забитих м'ячів 36 матчах. Однак, по завершенню сезону, друга динамівська команда була розформована.
Наступні шість років захищав кольори іншого київського клуба — СКА. Чотири рази був найкращим бомбардиром команди (1967, 1969—1971). Найбільш вдалим у лавах «армійців» став 1967 рік, який команда завершила на третьому місці в другій групі класу «А».
1971 року старший тренер вінницького «Локомотива» Абрам Лерман запросив його до своєї команди. Протягом чотирьох сезонів був гравцем основного складу, всього провів за клуб 155 лігових матчів, забив 37 м'ячів. Завершив виступи на футбольних полях 1975 року. Всього за одинадцять сезонів провів близько 400 матчів, забив понад сто голів.
З 1990 року працював у київському «Динамо». Спочатку був тренером жіночої команди, а згодом — селекціонером основного складу. За його участю були здійснені трансфери Віталія Косовського, Олександра Хацкевича, Валентина Белькевича, Олексія Герасименка, Олександра Мелащенка і багатьох інших гравців київського клубу.
Помер 31 березня 2014 року. Похований на Байковому кладовищі.